# 道。
「道。」（みち）は、ハジ→が 2017年6月28日にユニバーサルミュージックから発売した9枚目のシングル。

## 概要
- 前作『Dreamland。feat. RED RICE (from 湘南乃風), CICO (from BENNIE K)』から約10ヶ月ぶりのシングル。
- 初回限定盤には2017年1月から同年3月まで行われた初の全国ホールツアー「超ハジバム3。ツアー♪♪。〜日本列島 ホール in ワンッ♪ ひとつになろうぜ 2017〜」の全12公演のバックステージメイキング映像を収録したDVDが付属される。

## 収録曲

### CD
1. 道。
  - 作詞・作曲：ハジ→
2. ケセラセラ♪♪♪♪。
  - 作詞・作曲：ハジ→
3. 君と。 (★STAR GUiTAR REMIX)
  - 作詞・作曲：ハジ→

6thシングル「君と。」収録曲のリミックス。
4. 道。(Instrumental)

### DVD
1. 超ハジバム3。ツア→♪♪。秘バックステージメイキングムービ→★